# Peter Galliard
Peter Galliard (* 28. April 1961 in Chur) ist ein Schweizer Opernsänger (Tenor). Er ist seit 1986 an der Hamburgischen Staatsoper engagiert.

## Leben
Peter Galliard studierte erst am Vorarlberger Landeskonservatorium in Feldkirch, anschließend am Salzburger Mozarteum bei Rudolf Knoll. 1985 wurde Galliard beim Internationalen Mozartwettbewerb in Salzburg mit einem Förderpreis ausgezeichnet. Nach Beendigung seines Studiums 1986 engagierte ihn Rolf Liebermann an die Hamburgische Staatsoper, der er seither angehört. Neben seiner sängerischen Tätigkeit als festes Ensemblemitglied in Hamburg hatte Galliard Gastengagements, u. a. in Berlin (Staatsoper und Deutsche Oper), Frankfurt und in Dresden.
Von Galliard gesungene Opernpartien, Konzerte und Lieder sind auf einer Reihe von Tonträgern zu hören. Zu seinem Repertoire gehören u. a. der „Tamino“ aus der Zauberflöte, der „Cassio“ aus Otello, „Peter Iwanow“ aus Zar und Zimmermann und der „Hauptmann“ aus Wozzeck. In der Hamburger Neuinszenierung 2008/2009 des Ring gab Galliard den „Loge“ und den „Mime“.

### Aufnahmen (Auswahl)
- Jacqeus Offenbach: Die schöne Helene (Menelas), Philharmonisches Staatsorchester, Dirigent: Gerrit Priesnitz, 2015 (nur DVD)
- Richard Wagner: Das Rheingold (Loge), Philharmonisches Staatsorchester Hamburg, Dirigent: Simone Young, 2008
- Richard Wagner: Siegfried (Mime), Philharmonisches Staatsorchester Hamburg, Dirigent: Simone Young, 2009
- Alexander Zemlinsky: Der König Kandaules (Syphax), Philharmonisches Staatsorchester Hamburg, Dirigent: Gerd Albrecht, 1996

## Auszeichnungen und Preise
- 1988: Dr.-Wilhelm-Oberdörffer-Preis von der Stiftung zur Förderung der Hamburgischen Staatsoper[3]
- 2017: Hamburger Kammersänger